# 배드 컴퍼니 (1972년 영화)
《배드 컴퍼니》(영어: Bad Company)는 미국에서 제작된 로버트 벤턴 감독의 1972년 서부극 영화이다. 제프 브리지스 등이 출연하였고, 스탠리 R. 재피 등이 제작에 참여하였다.

## 출연진
- 제프 브리지스
- 배리 브라운
- 짐 데이비스
- 데이비드 허들스턴
- 존 새비지
- 제리 하우저
- 조슈아 힐 루이스
- 제프리 루이스
- 에드 로터
- 존 퀘이드
- 진 앨리슨

## 기타 제작진
- 배역: 호이트 바워스
- 미술: 폴 실버트
- 의상: 앤시아 실버트